# 竹中健司
竹中 健司（たけなか けんじ、1970年 - ）は、日本の版画家、木版画摺師、実業家、デザイナー、研究者。1891年創業竹中木版五代目。有限会社竹笹堂代表取締役社長、京都木版画工芸組合副理事長、京都版画出版協同組合理事、京都精華大学特別共同研究員。

## 来歴
京都府京都市出身。
1891年創業の老舗木版画工房竹中木版で、現当主竹中清八に幼い頃から木版印刷を学び、木版画摺師として摺りの技術を習得する。竹中木版五代目を襲名後、竹中清八とともに技術継承者を育成する環境整備を強化し、後進の指導にも力を入れている。竹中健司に師事し、現在デザイナーとしても活動する原田裕子の活躍など目覚ましい。
木版画作家として精力的に作品を制作しており、京都を題材にした作品は日本のみならず海外でも高い評価を受け、アメリカボストン美術館やホノルル美術館、フランスギメ東洋美術館やフランス国立図書館に作品が収蔵されている。
1999年に、木版印刷の持続的な発展のため、竹中木版を母体とした木版印刷プロモーション会社「竹笹堂」を設立する。版元として木版画作品の制作や、木版印刷をベースとした商品企画、イベント開催、技術研究など様々な事業を展開し、再び木版印刷に産業としての需要を創出、木版業界の振興に寄与する。
2006年にアメリカに渡り、現地の大学と共同で木版画の調査を実施。日本の木版画を紹介するワークショップや講演も開催し、研究者たちと意見交換を行った。
2009年にはフランス国立図書館を訪問し、同館で所蔵される江戸期に制作された貴重な浮世絵木版画の版木を調査。著名な浮世絵師の筆によるものと推測される版木を発見し、後に始動する研究事業の大きなテーマの一つとなった。
2011年には、木版画制作方法をまとめた著書『京都竹笹堂のはじめての木版画 かわいい雑貨をつくる本』（光村推古書院）を出版し、日本各地でイベントを行う。また、2012年から2015年まで京都市立芸術大学美術学部の非常勤講師として木版画について教鞭を振るうなど、一般への木版印刷技術の流布に努めた。
2013年に大手企業のヴィジュアルデザインなどを手がけるクリエーター内田喜基氏と竹笹堂が共同制作し、竹中がディレクションと摺りを行った木版画ポスター「Create.」が世界的デザイン賞「D&AD AWARD」（英）、「One Show Design」（米）で銅賞を受賞。また、同氏との木版画作品が2019年には「Pentawars」（英）でSilver Awardを受賞。日本の伝統木版画表現の可能性を世界に発信した。
2014年から、歴史ある日本木版画の失われてしまった技術を発掘し、復活させるためのプロジェクトチームを結成。2015年には立命館大学の客員協力研究員として大学と連携して調査を開始。同年再びフランスを訪れ、パリ市と京都市の協力のもと、2009年に発見した古版木の摺りが可能となった。

## 作品
- 「RIVER－四条」（木版画）ボストン美術館所蔵
- 「青三条」（木版画）ホノルル美術館所蔵
- 「TORII」（木版画）
- 「River−tetsugaku」（木版画）
- 「二条城松玉」（木版画）
- 「東寺」（木版画）
- 「神泉苑」（木版画）

## メディア出演・掲載
- 『木版画 伝統技法とその意匠 - 絵師・彫師・摺師 三者協業による出版文化の歴史 -』（米原有二共著・誠文堂新光社）について取材 2022年2月2日（京都新聞）
- 日本経済新聞 全国版 コラム掲載 2017年7月25日
- 関西テレビ「ザ・ドキュメント -パリに渡った摺師-」2014年
- 5&6DJ（京都三条ラジオカフェ）2009年〜2012年
- オールドルーキーズバーDJ（京都三条ラジオカフェ）〜2009年

## 著書・執筆
- 共著書『木版画 伝統技法とその意匠 - 絵師・彫師・摺師 三者協業による出版文化の歴史 -』（誠文堂新光社）2021年
- 監修『紙と暮らす京の一年』（宝島社・内藤恭子著 ※竹笹堂監修）2014年
- 著書『京都・竹笹堂の はじめての木版画 かわいい雑貨をつくる本』（光村推古書院）2011年
- 執筆『月刊茶の間』コラム連載 2009〜2010年
- 寄稿『浮世絵芸術152号』論文「木版における合羽摺り技法」(国際浮世絵学会）2006年

## 受賞歴
- 2019年　内田喜基氏との共同制作品 木版画レコードジャケット「Rare Groove UY CL」Silver Pentaward 2019 -ENTERTAINMENT- 受賞
- 2013年　内田喜基氏との共同制作品 木版画ポスター「Create.」D&AD AWARDIn Book 受賞（英）／ One Show Design bronze pencil（米）受賞

## 展覧会
- Enduring Impressions: Contemporary Woodblock Prints（Honolulu Museum of Art）2025-2026年予定
- 水性木版画作品展（ABSギャラリー）2015年
- びーだん（同時代ギャラリー）2012年
- SORA－視線の1/3－（同時代ギャラリー）2011年
- 竹中名作劇場（同時代ギャラリー）2010年
- 対局〜第一局〜（中目黒さくらギャラリー）2010年

## 講演・ワークショップ
1. 2019年　Honolulu Museum of Artにて水性木版画のワークショップを開催
2. 2018年　明治150年記念シンポジウム 京都府文化・産業未来への挑戦

## プロジェクト
1. アメリカの木版画作家 Tom Killionの創作活動に密着した長編ドキュメンタリー映画「Journey to Hokusai」に日本の伝統木版の調査・技術指導・出演などで協力（2019年）
2. 古版木復刻　武蔵野美術大学造形研究センター「嵯峨本謡本復元プロジェクト」職人として摺り技法の復刻に携わる（2014年）

## 作品提供
- 「Im pressive」 （gestalten ドイツ）2010年